# Susan Glazebrook
Susan Gwynfa Mary Glazebrook est une magistrate néo-zélandaise née le 8 février 1956 à Bowdon, dans le Cheshire au Royaume-Uni.
Elle est juge à la Cour suprême de Nouvelle-Zélande et présidente de l'Association internationale des femmes juges.

## Biographie

### Jeunesse et éducation
Née à Bowdon, Cheshire, Royaume-Uni, le 8 février 1956, Susan Glazebrook émigre en Nouvelle-Zélande avec sa famille en 1962. Elle sera naturalisée citoyenne néo-zélandaise en 1978.  
Susan Glazebrook étudie au Tauranga Girls’ College, avant de poursuivre ses études à l'Université d'Auckland. Elle obtient un baccalauréat ès arts en 1975, une maîtrise ès arts avec mention très bien en histoire en 1978 et un LLB (Hons) en 1980. 
Elle obtient en 1988 un doctorat en histoire du droit français à l'Université d'Oxford,. Le sujet de sa thèse est Justice en transition : crime, criminels et justice pénale dans le Rouen révolutionnaire, 1790-1800. 
Elle complète son parcours universitaire en 1994 avec un DipBus (Finance) à l'Universié d'Auckland. 
En 1992, Susan Glazebrook se marie avec l'ancien représentant du syndicat de rugby néo-zélandais Greg Kane avec qui elle a deux enfants.

### Carrière
Susan Glazebrook a rejoint le cabinet d'avocats Simpson Grierson en 1986 et en devient associée en 1988,. Elle a été membre de divers conseils commerciaux et comités consultatifs gouvernementaux, et a été présidente de l'Inter-Pacific Bar Association en 1998.
Susan Glazebrook est nommée juge à la Haute Cour de Nouvelle-Zélande le 14 décembre 2000, après avoir exercé jusqu'alors les fonctions de juge temporaire de cette cour. Elle est nommée à la Cour d'appel le 24 mai 2002.
Le 6 août 2012, elle est nommée à la Cour suprême.
En 2020, elle devient présidente de l'Association internationale des femmes juges. 
En septembre 2022, Susan Glazebrook est chargée d'administrer le gouvernement durant le déplacement en Grande-Bretagne de la gouverneure générale, Dame Cindy Kiro, pour assister aux funérailles de la reine Elizabeth II.

## Honneurs
Lors des honneurs de l'anniversaire de la reine en 2014, Susan Glazebrook est nommée Dame Compagnon de l'Ordre du mérite de la Nouvelle-Zélande, pour ses services à la magistrature.